# Thaon
Thaon är en kommun i departementet Calvados i regionen Normandie i norra Frankrike. Kommunen ligger i kantonen Creully som ligger i arrondissementet Caen. År 2022 hade Thaon 1 851 invånare.

## Befolkningsutveckling
Antalet invånare i kommunen Thaon
Referens:INSEE